# Kliwonan (Masaran)
Kliwonan is een bestuurslaag in het regentschap Sragen van de provincie Midden-Java, Indonesië. Kliwonan telt 5589 inwoners (volkstelling 2010).